# ترا نائومی
ترا نائومی (انگلیسی: Terra Naomi؛ زادهٔ ۱۹۷۹/۱۹۸۰ (۴۴–۴۵ سال)) یک موسیقی‌دان اهل ایالات متحده آمریکا است.